# نوع داده آرایه
در علوم رایانه، یک نوع داده آرایه (انگلیسی: Array data type) یک نوع داده است که مجموعه‌ای از عناصر (مقدار یا متغیر) را توصیف می‌کند، هر کدام از این عناصر با یک یا تعداد بیشتری اندیس مشخص می‌شود که توسط برنامه در زمان اجرا قابل محاسبه است. در قیاس با مفاهیم ریاضی فضای برداری و ماتریس نوع داده آرایه با یک و دو اندیس معمولاً به ترتیب بردار و ماتریس نامیده می‌شوند.